# Grande Barrière de corail
La Grande Barrière de corail ou récif de la Grande Barrière (en anglais : Great Barrier Reef) constitue le plus grand récif corallien du monde,. L'ensemble, qui s'étire sur plus de 2 300 kilomètres depuis Bundaberg jusqu'à la pointe de la péninsule du cap York, couvre une superficie de 344 400 km2. Le site est inscrit en 1981 sur la liste du patrimoine mondial de l'Unesco sous le nom de Grande Barrière.
La Grande Barrière de corail, située en mer de Corail au large du Queensland, en Australie, est composée de 2 900 récifs et 900 îles. Visible de l'espace, elle est la plus grande structure vivante biogénique (créée par des organismes vivants) au monde, construite par des milliards d'organismes minuscules, connus en tant que coraux polypes ; à ce titre, elle soutient une large diversité de vie marine. La chaîne de télévision CNN la labellise comme une des Sept merveilles naturelles du monde. Le Queensland National Trust la nomme comme l'une des icônes du Queensland.
Une large partie du récif est protégée par le parc marin de la Grande Barrière, qui aide à limiter l'impact des activités humaines telles que la pêche et le tourisme. D'autres pressions environnementales sur le récif et son écosystème incluent le ruissellement, le changement climatique qui accompagne le blanchissement des coraux et le débordement de la population cyclique de l'Acanthaster planci. De 1985 à 2012, le récif a perdu plus de la moitié de sa surface corallifère et quatre grands épisodes de blanchissement (1998, 2002, 2016 et 2017) ont eu lieu, alors que la température moyenne globale n'a augmenté « que » d'1 °C selon M. Hugues, co-auteur d'un bilan publié en 2018 dans Nature : « Si nous continuons avec nos émissions comme si de rien n'était, je ne crois pas que la Barrière y survivra. »

## Présentation

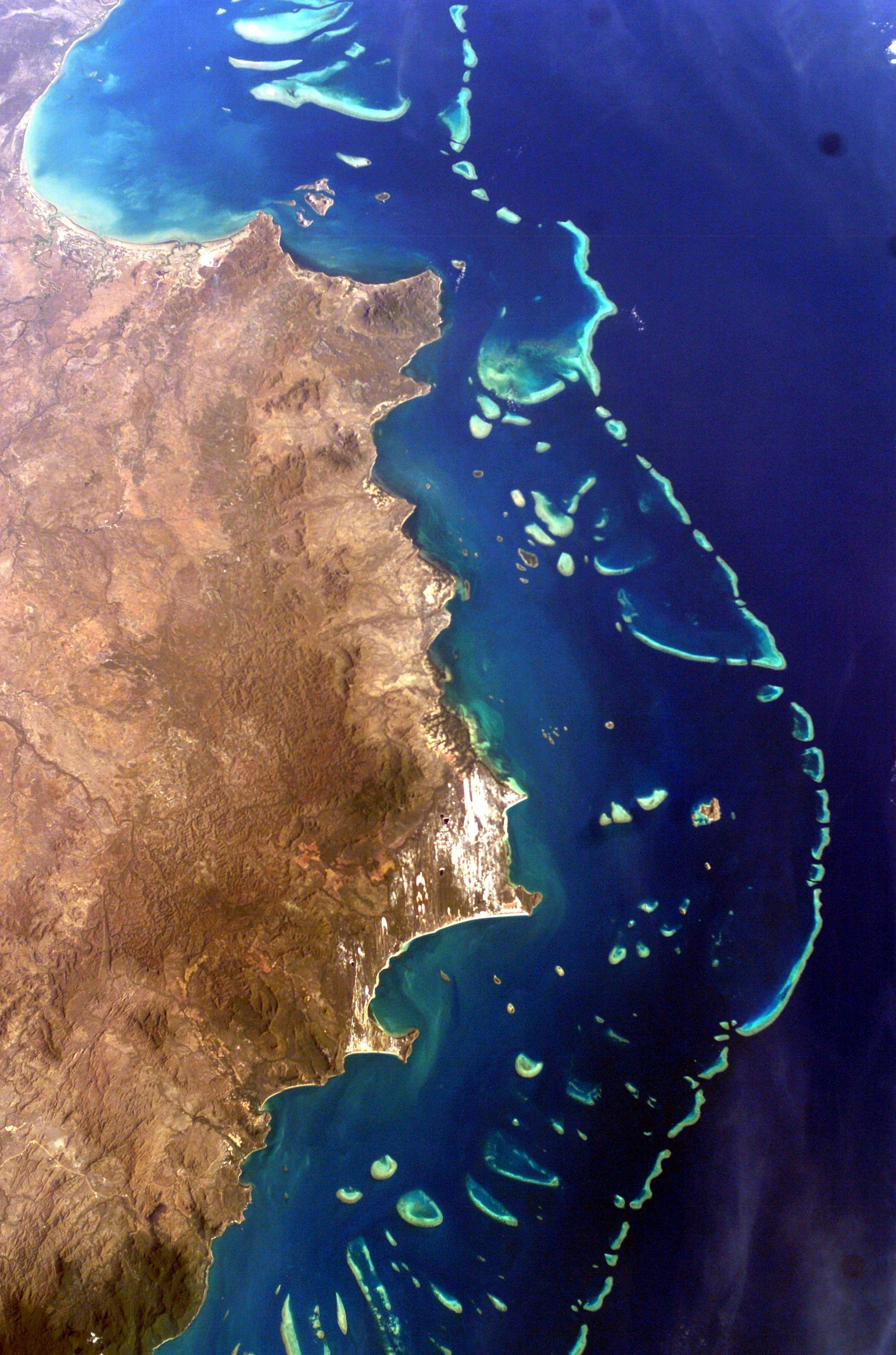
Image prise depuis l'ISS, d'une partie de la Grande Barrière de corail.

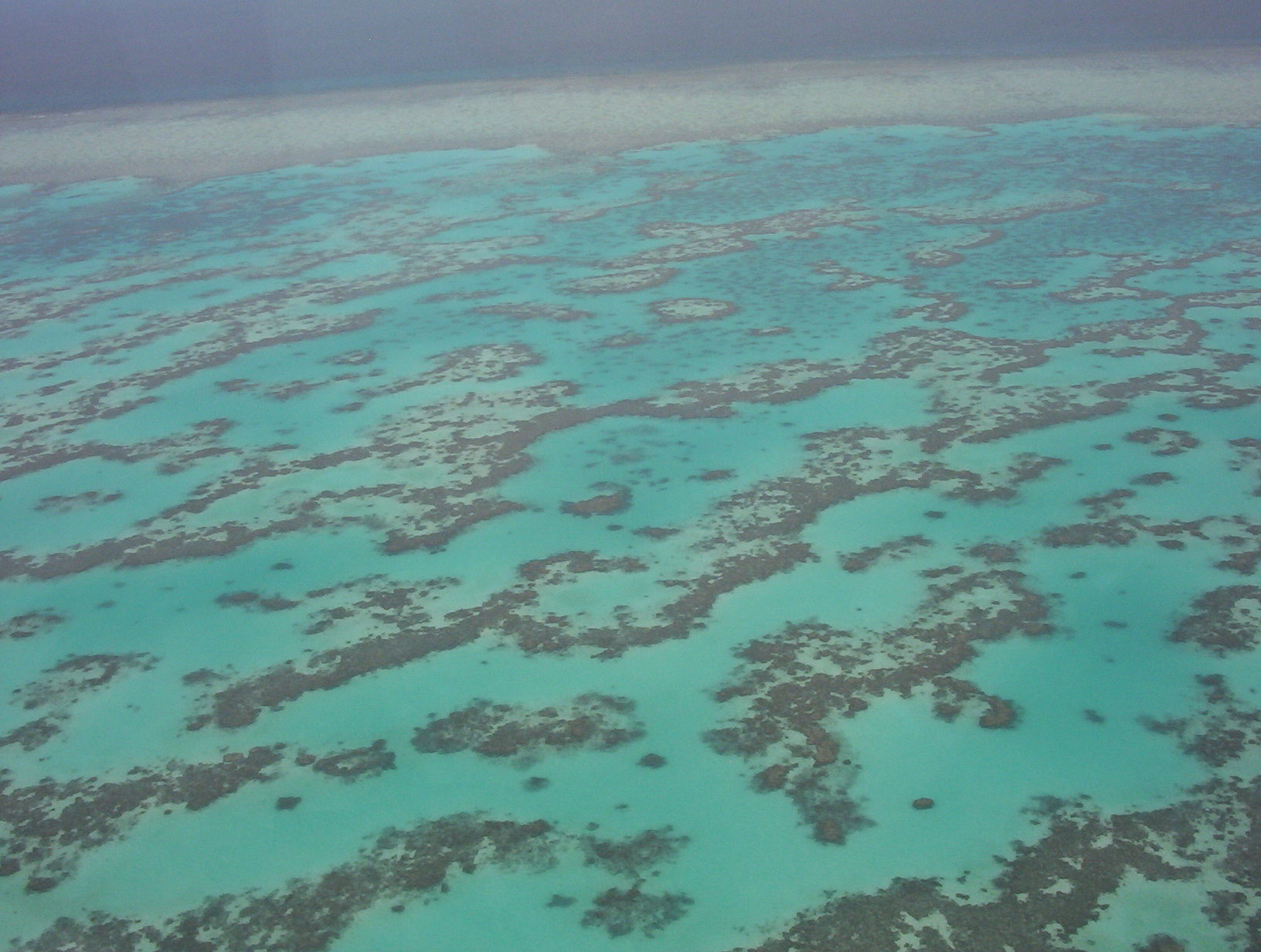
Photo aérienne.

Le récif est considéré comme la plus grande des grandes structures vivantes sur Terre. Il est parfois appelé le plus grand animal vivant du monde, à tort puisque ce n'est pas un animal. En réalité, il est constitué de nombreuses colonies de coraux. Du fait de sa vaste biodiversité, de l’attrait de ses eaux claires et chaudes, et de sa grande accessibilité, le récif est une destination très prisée par les plongeurs sous-marins. Pour les Australiens et surfeurs, les milliers d'îles, d'îlots et d'atolls composant la Grande Barrière de corail constituent la 8e merveille du monde (derrière le Macchu Picchu). 350 espèces de coraux de tailles, de formes et de couleurs différentes y abritent, dans une eau d'un bleu lumineux, plus de 1 500 espèces de poissons et 4 000 types de mollusques.
De nombreuses villes le long de la côte du Queensland offrent des départs quotidiens en bateau vers le récif. La ville de Cairns, au nord du Queensland, est le point de départ le plus populaire pour se rendre sur certains d'entre eux. Plusieurs îles continentales ont aussi été transformées en centres de vacances.
Une grande partie du récif est aujourd'hui protégée par le parc marin de la Grande Barrière. Celle-ci est en danger à cause de la pollution marine, du réchauffement climatique et de la pêche.
C'est en 1768 que Louis-Antoine de Bougainville trouve le récif, mais ce n'était pas ce qu'il recherchait, et il passa donc son chemin. Le premier explorateur européen à avoir exploré la Grande Barrière de corail fut le capitaine britannique James Cook, lors de son voyage de 1768. Il découvrit le récif en s'échouant dessus le 11 juin 1770.

## Formation
Le corail qui constitue la Grande Barrière a été créé il y a 18 millions d'années et ne peut pas vivre à plus de 30 m de profondeur. Cependant, on trouve des récifs sur des socles bien plus profonds. Les premières colonies de polypes vivants se forment en effet à proximité des côtes, mais tandis que le niveau de la mer monte ou que le fond de l'océan s'enfonce, de nouvelles colonies se développent sur les squelettes des individus morts.
Les coraux de la Grande Barrière sont relativement jeunes. Les scientifiques pensent qu'il y a 18 000 ans, pendant la dernière ère glaciaire, le niveau de l'eau a diminué, laissant émerger des collines. Le corail s'est alors formé sur le plateau continental, devant ces collines.
À la fin de l'ère glaciaire, il y a 9 000 ans, l'océan est remonté et a submergé à nouveau les collines. Les colonies de coraux ont pu coloniser de nouveaux endroits, notamment au sommet des anciennes collines. Dans le même temps, les colonies les plus anciennes ont suivi l'élévation de l'eau, les nouveaux coraux se développant au-dessus des coraux morts.
Depuis, au fil des siècles, des « murs » de coraux se sont formés, les récifs s'élevant. Sur les anciennes collines submergées sont apparus des platures coralliennes, récifs frangeants et cayes :
- platures coralliennes : bancs de sable affleurant la surface de la mer qui se forment en eau peu profonde et croissent horizontalement plutôt que verticalement, prenant des formes circulaires ou elliptiques ;
- cayes : petites îles de sable composées de débris calcaires, notamment des coquillages et des squelettes de polypes que les vagues ont réduits en poudre ;
- récifs frangeants : récifs coralliens qui se forment près des côtes, entourant les îles ou longeant les littoraux.

## Menaces environnementales
Les coraux et poissons souffrent aussi beaucoup de maladies dont les principales causes sont la pollution et le réchauffement climatique actuel, et en particulier l'acidification de l'eau.

### Réchauffement climatique
La menace la plus significative pour l'avenir de la Grande Barrière de corail et d'autres écosystèmes tropicaux est le réchauffement climatique. Elle pourrait perdre son statut de Patrimoine mondial de l'UNESCO en raison de sa dégradation.
Sous l'effet des eaux qui restent trop chaudes pendant trop longtemps, les coraux expulsent leurs zooxanthelles responsables de la photosynthèse et perdent leurs couleurs, exposant leurs squelettes blancs, et finissent par mourir faute de nutriments.
Le réchauffement climatique a déclenché l'effondrement des écosystèmes de récifs dans l'ensemble des zones tropicales. Les températures globales accrues apportent des orages tropicaux plus violents, mais les systèmes de récifs sont naturellement résistants et récupèrent des effets des orages.
Plusieurs des espèces de coraux de la Grande Barrière de corail vivent actuellement à leur limite supérieure de tolérance à la température, comme le démontrent les blanchissements des coraux de 1998, 2002, 2016 et 2017,,. Cette tolérance peut varier en fonction des espèces.  En 1998, 638 récifs furent surveillés et le phénomène de blanchissement toucha principalement les régions côtières du Centre et du Sud de la Grande Barrière de corail. Les récifs subirent une augmentation de température de 1-8 Degree Heating Week (DHW = le nombre de degrés supérieurs à la température normale accumulés durant les douze dernières semaines).
En 2002, sur un échantillon de 631 récifs coralliens, le blanchissement s’est étendu, touchant, en plus des zones de 1998, des régions plus au large des côtes et plus au nord. L’augmentation de température fut également plus forte, allant jusqu’à 10 DHW pour certains récifs.
En 2016, pour 1 156 récifs surveillés, les zones centrale et nord ont été les plus touchées. Le climat local (vent, nuages et passage du cyclone Winston) semble avoir protégé les zones du sud. Certains récifs subirent jusqu’à 16 DHW. La proportion de récifs touchés a également augmenté (55.3 % en 1998, 57.6 % en 2002 et 91.1 % en 2016).
Un blanchissement s'était déjà produit en 1998 et 2002, où 60 à 95 % des populations de corail avaient été touchées. La situation s'était rétablie en quelques semaines (avec environ 10 % de mortalité néanmoins).
En 2016, les coraux ont subi une hécatombe : environ 30 % des coraux de la barrière sont morts en 9 mois (de mars à novembre 2016) ; c'était le premier évènement connu pour la Grande Barrière de corail de deux ans consécutifs de blanchissement. Les tables de corail ont été les plus touchées, or ce sont elles qui fournissent le plus d'abris aux animaux du récif. Les coraux qui résistent le mieux sont en forme de boule, moins « utiles » en termes d'habitat. Le Nord de la Grande Barrière de corail a été décimé, avec un changement drastique de type et répartition d'espèces dans des centaines de récifs individuels, avec une banalisation de quelques espèces, au détriment de la biodiversité. Les scientifiques appellent à améliorer la qualité de l'eau en diminuant la pollution côtière et à accélérer l'effort de lutte contre le réchauffement. Une étude parue en 2019 fait apparaître une chute brutale de la capacité des organismes coralliens victimes de blanchissement à se repeupler.
De 2016 à 2022, quatre nouveaux « vastes blanchissements » ont été observés.
En 2022, la Grande Barrière de corail subit son sixième épisode de blanchissement majeur. Selon un rapport gouvernemental australien publié en mai, 91 % des récifs seraient touchés. On constate toutefois qu'elle se régénèrerait plus rapidement que prévu à certains endroits,,. Des parties de la barrière compteraient davantage de coraux pour la première fois depuis des décennies.
En 2024, la Grande Barrière de corail subit son septième épisode de blanchissement massif.

### Espèces invasives

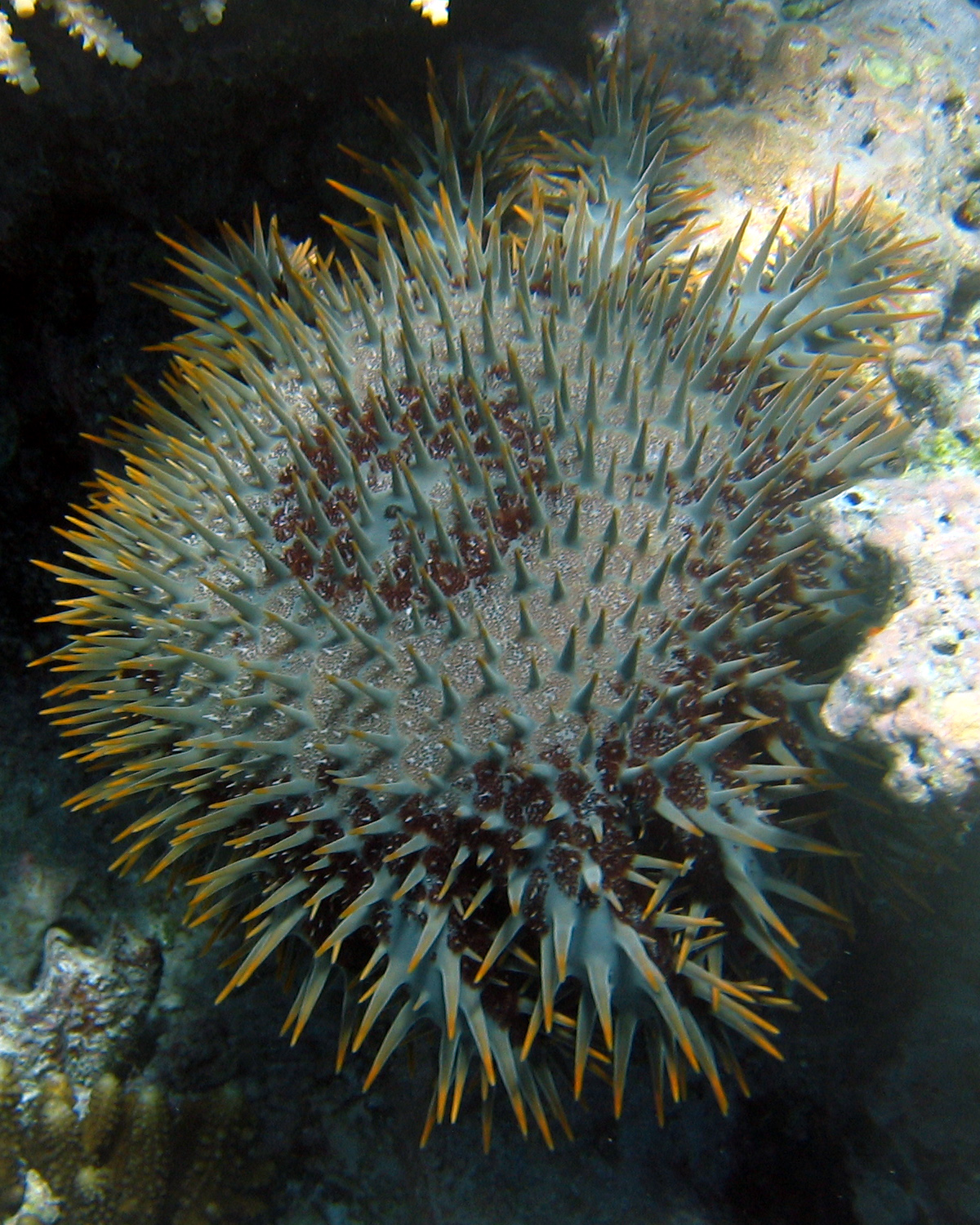
Acanthaster planci aux Fidji.

Les étoiles de mer Acanthaster pourpre (Acanthaster planci) sont des prédateurs des coraux. Un certain nombre de facteurs peuvent augmenter les populations d'étoiles de mer. Le principal est l'excès de nutriments issus du milieu agricole, ayant une influence sur la productivité du plancton. Ces dernières décennies, plusieurs secteurs populaires du récif ont été sévèrement endommagés par leurs attaques.

### Tourisme de masse
Le nombre de visiteurs du récif est lui-même un problème. Les secteurs populaires comme Green Island ont subi des dommages considérables causés par les touristes.

### Pêche
Depuis le 1er juillet 2004, la pêche est interdite dans un tiers de la Grande Barrière de corail. Auparavant, seuls 4 % de la superficie étaient concernés par l'interdiction de pêche. Le Ministère australien de l'Environnement soutient que l'interdiction affectera principalement les pêcheurs aux filets et les pêcheurs de crabes.

### Pollution de l'eau
La présence de produits chimiques indésirables a été détectée dans le sang de tortues vertes (médicaments, produits chimiques cosmétiques et industriels).

#### Pollutions agricoles
Ces dernières années, le lessivage des intrants agricoles (engrais et produits phytosanitaires), particulièrement ceux provenant des exploitations de canne à sucre, a eu un impact significatif.
L'accroissement de l'envasement et le blanchissement du corail ont détruit de larges secteurs du récif. On ne sait pas encore quels effets aura le récent quasi-effondrement de l'industrie du sucre australienne.

## Utilisations
La Grande Barrière de corail a longtemps été connue et utilisée par les Aborigènes d'Australie et les indigènes du détroit de Torres. Les Aborigènes vivent dans la région depuis au moins 40 000 ans et les indigènes du détroit de Torrès depuis environ 10 000. Pour ces groupes de quelque 70 clans, le récif est aussi une part importante de leur culture et de leur spiritualité.
La Grande Barrière de corail fut découverte par les Européens quand l'Endeavour, le navire commandé par l'explorateur James Cook, s'y échoua le 11 juin 1770, subissant de gros dommages. Le navire fut finalement sauvé après avoir été allégé au maximum pour le remettre à flot pendant une marée montante avant d'être amené à Cooktown pour y être réparé. Un des plus fameux naufrages fut celui du Pandora, qui coula le 29 août 1791, occasionnant la mort de trente-cinq marins. Le musée du Queensland (en) conduit des fouilles archéologiques sur le Pandora depuis 1983. Cependant, comme il n'y avait pas d'atolls sur l'ensemble des récifs, il est resté relativement peu étudié jusqu'au XIXe siècle. Pendant ce temps, des puits furent creusés dans quelques-unes des îles de la Grande Barrière de corail pour exploiter le guano et des phares furent construits dans l'archipel, celui de Raine Island en étant le premier exemple. Le comité de la Grande Barrière de corail fut établi en 1922 pour conduire la plupart des premières recherches sur le récif.
En 2020, la valeur économique et symbolique de la Grande Barrière pour l’Australie est estimée à 56 milliards de dollars.

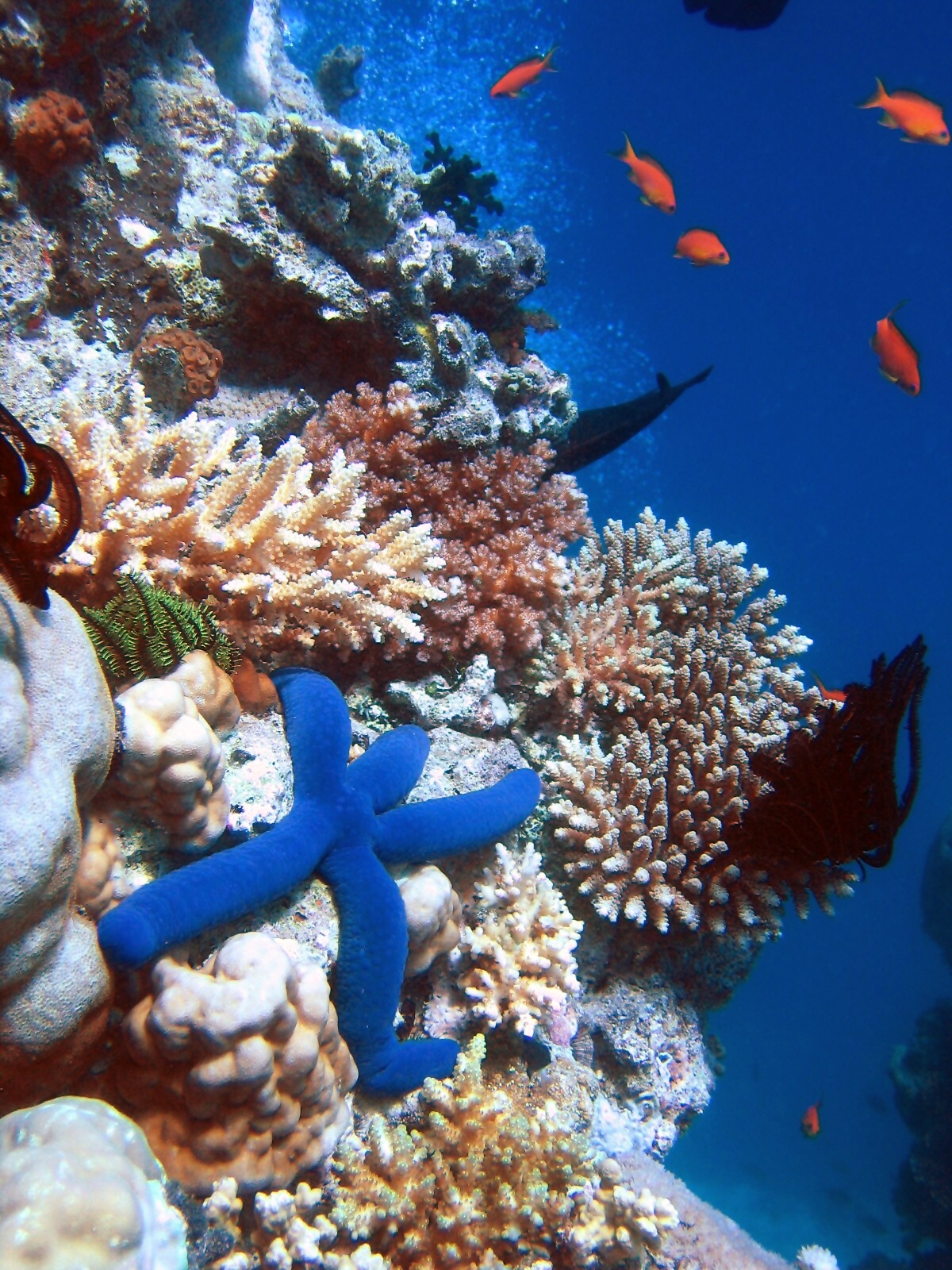
Étoile de mer sur du corail. Les touristes photographient souvent la beauté naturelle du récif.

### Gestion
À la suite du rapport de la commission royale, en 1975, le gouvernement australien a créé le parc marin de la Grande Barrière et défini quelles activités y sont interdites. Le parc est géré, en collaboration avec le gouvernement du Queensland, par le Great Barrier Reef Marine Park Authority pour s'assurer que cette politique est comprise et que le parc est utilisé d'une manière durable. Un mélange de zones, de plans de gestion, de permis, d'éducation et d'incitations (comme les certifications d'éco-tourisme) est utilisé pour préserver la Grande Barrière de corail.
En juillet 2004, un nouveau plan de zonage entra en action pour l'ensemble du parc marin, largement acclamé comme un nouvel étalon pour la conservation des écosystèmes marins. La redéfinition des zones fut basée sur l'application de techniques de conservation systématiques à l'aide du programme Marxan (en). Alors que la protection du parc marin fut améliorée, la part de zones très protégées passa de 4,5 % à 33,3 %. Au début, c'était la plus grande aire marine protégée du monde, mais, depuis 2006, le monument national marin de Papahānaumokuākea est plus grand.
En 2006, le Great Barrier Reef Marine Park Act 1975 fut réévalué. Quelques recommandations de cette évaluation furent de ne pas changer le plan de zonage jusqu'en 2013 et que, tous les cinq ans, un rapport soit publié et évalué par un Comité de lecture pour examiner la santé de la barrière, la gestion du récif et les pressions environnementales.
Un examen scientifique exhaustif des données disponibles, publié en 2010 a montré que la mise en réserve naturelle était efficace pour la protection et restauration des espèces, mais plus pour les petites espèces peu mobiles, inféodées aux récifs que pour les espèces plus mobiles telles que les requins. Les réserves semblent améliorer la santé globale de l'écosystème et sa résilience écologique, même face à l'étoile de mer invasive, qui semble moins fréquente sur les récifs où tout prélèvement est interdit. Les réserves nécessitent cependant d'être bien surveillées, car le braconnage peut y causer un effondrement de la population de poissons. Quand elles jouent leur rôle, elles présentent donc un intérêt pour la pêche durable et la conservation de la biodiversité. L'application des principes généraux (bonnes pratiques) de la conservation semblent donner de bons résultats, même là où on manquait de données (pour le dugong par exemple). L'augmentation du réseau des réserves marines en 2004 a eu un impact pour les pêcheurs, mais des études préliminaires d'analyse économique suggèrent des bénéfices nets considérables, sur le plan de la protection des valeurs environnementales et du tourisme. Relativement aux recettes générées par le « tourisme de récif », les dépenses courantes en matière de protection sont mineures. « Compte tenu des menaces graves induites par le changement climatique, l'extension du réseau de réserves marines fournit une contribution essentielle et rentable à l'amélioration des capacités de résilience de la Grande Barrière de corail selon les auteurs de cette étude ».
Le premier ministre Tony Abbott approuve en 2014 le rejet dans les eaux de la Grande Barrière de corail de déchets de dragage provenant des travaux d'extension d'un port d'exportation de charbon.
En 2015, le gouvernement australien autorise un projet minier controversé qui pourrait représenter une menace supplémentaire pour la Grande Barrière de corail.
Les autorités australiennes exercent des pressions sur les organismes internationaux pour que la Grande Barrière de corail ne soit pas inscrite sur la liste des sites en péril, par crainte de diminuer son attrait touristique.

### Tourisme
La Grande Barrière de corail accueille environ deux millions de touristes chaque année.
En 1988, elle a accueilli un hôtel flottant, le Four Seasons Barrier Reef Resort, mais l'expérience n'était financièrement pas rentable.